# Dimitri Araqisvili
Araqišvili, Arakišvili, Vladikavkaz, Ossètia del Nord (Rússia), 23 de febrer, 1873 - Tbilisi (Geòrgia), 13 d'agost, 1953), va ser un compositor rus.

## Vida i obres
- T'k'muleba Sot'a Rust'avelze (La llegenda de Shota Rustaveli); òpera 4 actes (1919 Tbilisi)[1]
- C'xovreba sixarulia (Dinara) (Zizn' - radost', La vida és una alegria [Dinara]), òpera 3 actes (1927 Tbilisi)[1]